# Акбаба, Чаглар Шахин
Чаглар Шахин Акбаба (тур. Çağlar Şahin Akbaba; 17 марта 1995 года, Измир) — турецкий футболист, вратарь клуба «Болуспор».

## Клубная карьера
Родившийся в районе Конак турецкого города Измир Чаглар Шахин Акбаба — воспитанник местного футбольного клуба «Буджаспор». 30 декабря 2013 года он дебютировал в турецкой Первой лиге, выйдя в основном составе в гостевом поединке против «Манисаспора».
В начале августа 2015 года Акбаба был отдан в аренду другой команде Первой лиги «Элязыгспору», за которую отыграл следующие два года. Летом 2017 года он перешёл в клуб турецкой Суперлиги «Карабюкспор». 11 декабря того же года вратарь дебютировал в главной турецкой лиге, выйдя в основном составе в гостевом матче с «Коньяспором».